# يانيك ماميلون
يانيك ماميلون (بالفرنسية: Yannick Mamilonne)‏ (9 فبراير 1992 بسان-كلود في فرنسا - ) هو لاعب كرة قدم فرنسي في مركز الهجوم. لعب مع نادي باريس.

## روابط خارجية
- يانيك ماميلون على موقع رابطة كرة القدم الفرنسية للمحترفين (الإنجليزية)
- يانيك ماميلون على موقع إي إس بي إن إف سي (الإنجليزية)
- يانيك ماميلون على موقع قاعدة بيانات كرة القدم.إي يو (الإنجليزية)
- يانيك ماميلون على موقع ليكيب (الفرنسية)
- يانيك ماميلون على موقع Soccerway.com (الإنجليزية)
- يانيك ماميلون على موقع عالم كرة القدم.نت (الإنجليزية)